# Christine von Grünigen
Christine von Grünigen (ur. 25 marca 1964 w Schönried) – szwajcarska narciarka alpejska.

## Kariera
W zawodach Pucharu Świata zadebiutowała 11 stycznia 1983 roku w Davos, gdzie zajęła 20. miejsce w slalomie. Pierwsze punkty (w latach 1980–1991 punktowało 15 najlepszych zawodniczek) wywalczyła 1 grudnia 1983 roku w Kranjskiej Gorze, gdzie zajęła piąte miejsce w tej samej konkurencji. Na podium zawodów tego cyklu pierwszy raz stanęła 9 stycznia 1990 roku w Hinterstoder, kończąc rywalizację w slalomie na trzeciej pozycji. W zawodach tych wyprzedziły ją jedynie jej rodaczka, Vreni Schneider i Austriaczka Anita Wachter. W kolejnych startach jeszcze dwa razy stanęła na podium, za każdym razem w slalomie: 7 stycznia 1991 roku w Bad Kleinkirchheim i 12 grudnia 1993 roku w Veysonnaz ponownie zajmowała trzecie miejsce. W sezonie 1989/1990 zajęła 24. miejsce w klasyfikacji generalnej, a w klasyfikacji slalomu była siódma. Była też piąta w klasyfikacji slalomu w sezonie 1988/1989 i szósta w sezonie 1990/1991 (w obu przypadkach w klasyfikacji generalnej zajmowała 25. miejsce).
Wystartowała na igrzyskach olimpijskich w Albertville w 1992 roku, gdzie zajęła trzynaste miejsce w slalomie. Podczas rozgrywanych dwa lata później igrzysk w Lillehammer w tej samej konkurencji była szósta. Była też między innymi ósma w slalomie podczas mistrzostw świata w Morioce w 1993 roku.
Jej brat, Michael von Grünigen, także uprawiał narciarstwo alpejskie.

## Osiągnięcia

### Igrzyska olimpijskie
| Miejsce | Dzień     | Rok  | Miejscowość | Konkurencja | Czas biegu | Strata | Zwyciężczyni     |
| ------- | --------- | ---- | ----------- | ----------- | ---------- | ------ | ---------------- |
| 13.     | 20 lutego | 1992 | Albertville | Slalom      | 1:32,68    | +3,05  | Petra Kronberger |
| 6.      | 26 lutego | 1994 | Lillehammer | Slalom      | 1:56,01    | +1,85  | Vreni Schneider  |

### Mistrzostwa świata
| Miejsce | Dzień    | Rok  | Miejscowość | Konkurencja | Czas biegu | Strata | Zwyciężczyni    |
| ------- | -------- | ---- | ----------- | ----------- | ---------- | ------ | --------------- |
| DNF1    | 7 lutego | 1989 | Vail        | Slalom      | 1:30,88    | -      | Mateja Svet     |
| DSQ2    | 1 lutego | 1991 | Saalbach    | Slalom      | 1:25,90    | -      | Vreni Schneider |
| 23.     | 2 lutego | 1991 | Saalbach    | Gigant      | 2:07,45    | +5,00  | Pernilla Wiberg |
| 8.      | 9 lutego | 1993 | Morioka     | Slalom      | 1:27,66    | +1,67  | Karin Buder     |

### Mistrzostwa świata juniorów
| Miejsce | Dzień   | Rok  | Miejscowość | Konkurencja | Czas biegu | Strata | Zwyciężczyni      |
| ------- | ------- | ---- | ----------- | ----------- | ---------- | ------ | ----------------- |
| 10.     | 6 marca | 1982 | Auron       | Slalom      | 1:18,95    | +1,83  | Andreja Leskovšek |

### Puchar Świata

#### Miejsca w klasyfikacji generalnej
- sezon 1983/1984: 45.
- sezon 1985/1986: 77.
- sezon 1986/1987: 36.
- sezon 1987/1988: 51.
- sezon 1988/1989: 25.
- sezon 1989/1990: 24.
- sezon 1990/1991: 25.
- sezon 1991/1992: 41.
- sezon 1992/1993: 53.
- sezon 1993/1994: 31.

#### Miejsca na podium
1. Hinterstoder – 9 stycznia 1990 (slalom) – 3. miejsce
2. Bad Kleinkirchheim – 7 stycznia 1991 (slalom) – 3. miejsce
3. Veysonnaz – 12 grudnia 1993 (slalom) – 3. miejsce